# Doleschalla elongata
Doleschalla elongata är en tvåvingeart som först beskrevs av Wulp 1885.  Doleschalla elongata ingår i släktet Doleschalla och familjen parasitflugor. Inga underarter finns listade i Catalogue of Life.